# Myrmecia forficata
Myrmecia forficata is een mierensoort uit de onderfamilie van de Myrmeciinae. De wetenschappelijke naam van de soort is voor het eerst geldig gepubliceerd in 1787 door Fabricius.

## Voorkomen
De soort is endemisch in Australië.